# Wang Xiaonan
Wang Xiaonan (chinesisch 王暁楠, Pinyin Wáng Xiǎonán; * 25. Februar 1983) ist ein ehemaliger chinesischer Eishockeyspieler, der zuletzt bis 2010 bei China Dragon in der Asia League Ice Hockey spielte.

## Karriere
Wang Xiaonan begann seine Karriere in der Mannschaft aus Harbin, für die er ab 2004 in der Asia League Ice Hockey spielte (in der Spielzeit 2006/07 nannte sich die Mannschaft Hosa Ice Hockey Team). 2008 kehrte er in die Amateurmannschaft zurück, mit der er in der chinesischen Eishockeyliga spielte. Die Spielzeit 2009/10 verbrachte er dann wieder in der Asia League, wo er dem Kader von China Dragon angehörte, aber dort nicht mehr zum Einsatz kam. Anschließend beendete er seine Karriere.

### International
Im Juniorenbereich nahm Wang für China an der Asien-Ozeanien-Division 1 der U18-Weltmeisterschaft 2001 teil. Mit der Herren-Nationalmannschaft aus dem Reich der Mitte spielte  er bei der Weltmeisterschaft der Division II 2009 und erzielte zwei Tore beim 5:1-Erfolg gegen Israel.

## Asia-League-Statistik
(Stand: Ende der Saison 2006/07)